# Зуйское сельское поселение
Зуйское се́льское поселе́ние (укр. Зуйське сільське́ посе́лення, крымскотат. Зуя кой юрту, Zuya köy yurtu) — муниципальное образование в Белогорском районе Республики Крым России.
Административный центр — пгт Зуя, учитываемый Крымстатом (с 2014 года) как сельский населённый пункт.

## География
Расположено в западной части Белогорского района, в средней части долины реки Зуя и её левого протока Фундуклы во Внутренней гряде Крымских гор.

## Население
| 2001   | 2014  | 2015  | 2016  | 2017  | 2018  | 2019  |
| ------ | ----- | ----- | ----- | ----- | ----- | ----- |
| 10 235 | ↘9416 | ↗9422 | ↘9413 | ↗9523 | ↗9625 | ↗9650 |
| 2020   | 2021  |       |       |       |       |       |
| ↗9683  | ↗9818 |       |       |       |       |       |

## Состав
В состав сельского поселения входят 9 населённых пунктов:
| № | Населённый пункт | Тип населённого пункта      | Население |
| - | ---------------- | --------------------------- | --------- |
| 1 | Зуя              | пгт, административный центр | ↗6621     |
| 2 | Баланово         | село                        | ↘131      |
| 3 | Барабаново       | село                        | ↘97       |
| 4 | Верхние Орешники | село                        | ↘212      |
| 5 | Владимировка     | село                        | ↗182      |
| 6 | Литвиненково     | село                        | ↘1439     |
| 7 | Нижние Орешники  | село                        | ↘581      |
| 8 | Петрово          | село                        | ↘446      |
| 9 | Украинское       | село                        | ↗98       |

## История
В советское время был образован Зуйский поселковый совет.
Статус и границы Зуйского сельского поселения установлены Законом Республики Крым от 5 июня 2014 года № 15-ЗРК «Об установлении границ муниципальных образований и статусе муниципальных образований в Республике Крым».